# Socec

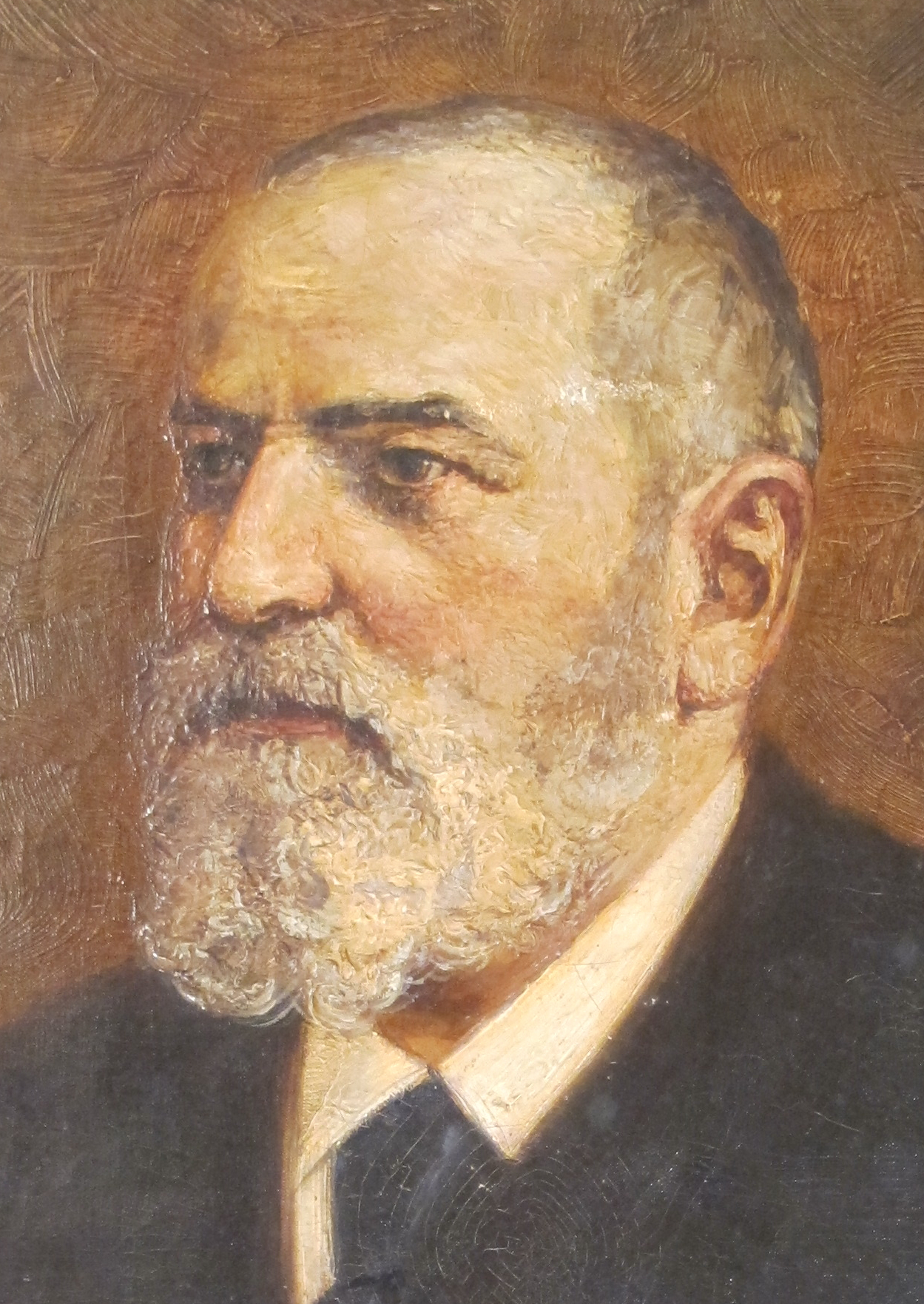
Ioan V. Socec în 1894

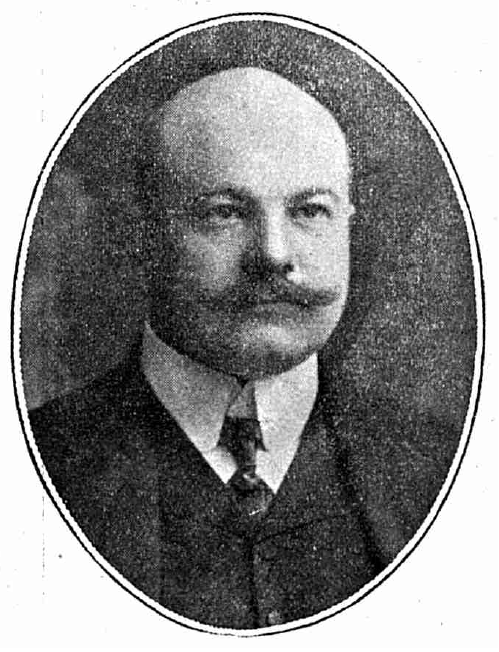
Jean Socec în 1910

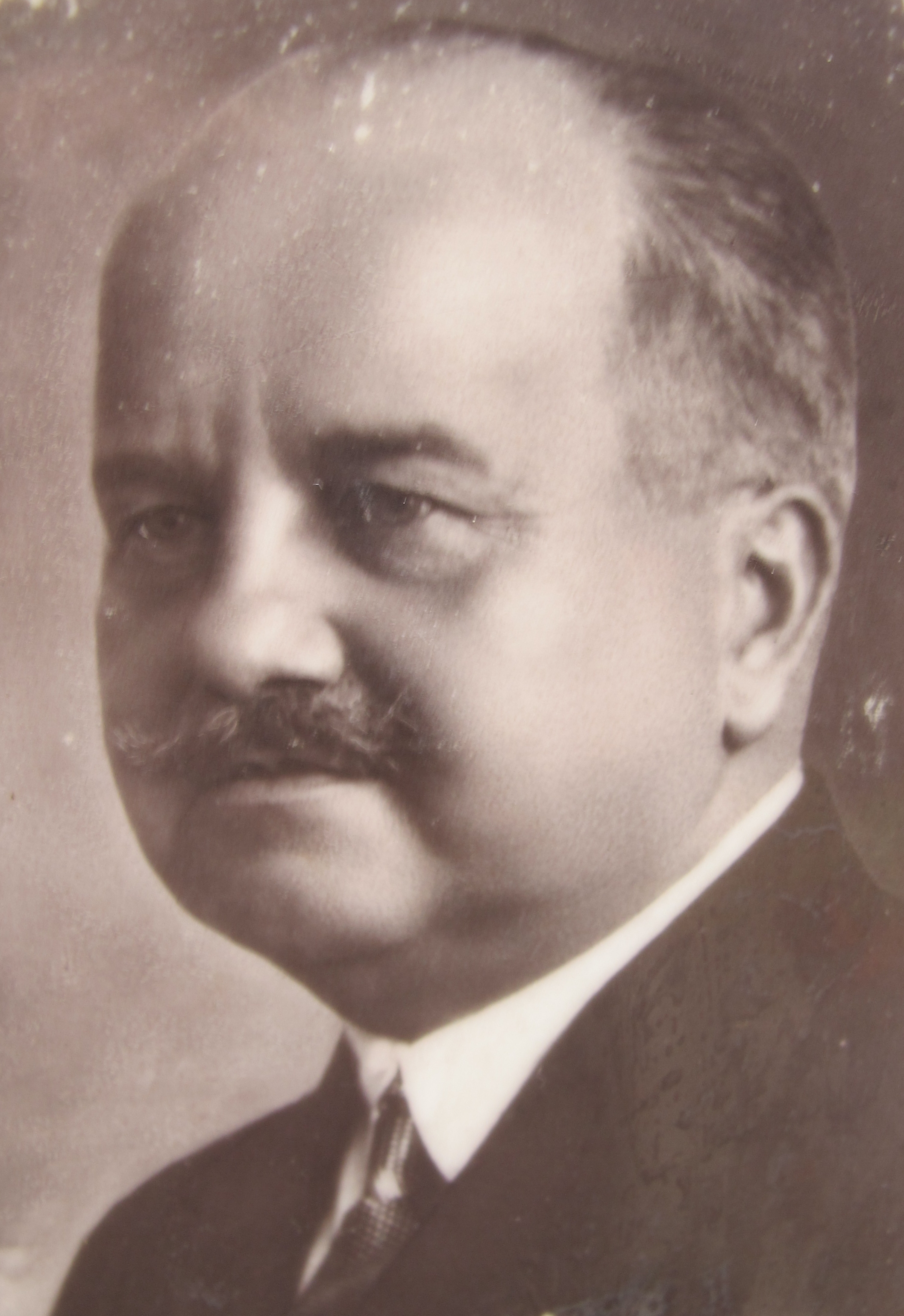
Emil Socec în 1925

Librăria Socec a fost deschisă la București, în anul 1856, de către întreprinzătorul român de îndepărtată origine cehă Ioan V. Socec.  
Editura „Socec & Co.”, înființată și dezvoltată de Ioan V. Socec, a fost una dintre primele edituri mari din România, considerată de istorici ca fiind cea mai importantă întreprindere a industriei românești a cărții, începând din anii 1870, până la sfârșitul perioadei interbelice. Casa de librărie și de editură Socec a fost desființată în anul 1948. 

## Viața și activitatea fondatorului
Ioan V. Socec s-a născut la Săcele în anul 1830, 30 aprilie/12 mai, ca fiu al comerciantului Venceslaus Ioan Socec (Vaclav Jan/Wenzel Johann Souček/Sotschek/Szotsek), urmaș al unui Souček, horticultor originar din Časlav, Cehia, venit în Transilvania la începutul secolului al 18-lea. Tatăl lui Ioan V. Socec, născut la Săcele în 1795, s-a stabilit la Brașov după ce s-a căsătorit cu o româncă din Satulung (Săcele) și și-a sfârșit viața în 1873, ca cetățean de onoare al Brașovului. 
După ce a absolvit Școala comercială din Brașov, ca să nu fie încorporat în armata revoluționară maghiară, în anul 1848 Ioan V. Socec s-a refugiat la București, unde a început să lucreze în afacerea unui mare librar al vremii, George Ioanid. După anii de ucenicie și-a cumpărat un teren pe Podul Mogoșoaiei nr. 7 (azi Calea Victoriei nr. 17), locul pe care și-a construit și și-a deschis în 1856 propria lui librărie. Ulterior, Librăria Socec a înființat noi sucursale, inaugurând primul lanț de librării din capitală și din țară.  
În 1867, Ioan V. Socec a înființat, prin asociere cu Nicolae Teclu, o tipografie, iar la scurtă vreme investiția s-a mărit, fiind adăugate o secție de cartonaje și legătorie artistică pentru coperți, o litografie și o zincografie, reunite sub numele de Stabiliment de toate Artele Grafice „Socec & Co”, care a ajuns să se afirme între anii 1872 și 1907 ca cea mai mare instituție de tipărituri românești.
Ioan V. Socec a devenit în 1867 membru al Camerei de Comerț și Industrie din București. fiind ales președintele acestei Camere între anii 1887 și 1890.
Ioan V. Socec a fost unul dintre fondatorii și acționarii principali ai Fabricii de hârtie „Letea”, înființată exclusiv cu capital autohton, dovedind prin exemplul său eficiența devizei Partidului Național Liberal, din care și el a făcut parte: "prin noi înșine".
Producția editorială promovată de Ioan V. Socec a fost deosebit vastă și de diversificată, începând de la o colecție completă de manuale școlare și de carte ilustrată pentru copii, până la Biblioteca scriitorilor clasici români, care cuprindea edițiile princeps ale Criticelor lui Titu Maiorescu (1874), ale „Poesiilor” lui Mihail Eminescu (1884), ale Scrisorilor lui Ion Ghica (1887) sau seria de Scrieri de Constantin Negruzzi, Vasile Alecsandri, Alexandru Odobescu, Duiliu Zamfirescu, Carmen Sylva, apoi monumentalul Etymologicum Magnum Romaniae de Bogdan Petriceicu Hasdeu, urmat de Teatru și Poezii în limba franceză de Iulia Hasdeu; monumentala Istorie a Bucureștilor de G. I. Ionnescu-Gion, seria de Documente privind istoria românilor de Eudoxiu de Hurmuzaki. Albumele editate de Editura Socec au o deosebită valoare istorică și artistică: Cusături românești, culese de Elena C, Cornescu n. Manu, Modele de cusături naționale, Albumul Armatei române, 1902, Armata Română (reproduceri ale tablourilor pictate de Tadeusz Ajdukiewicz) etc. În 1880 Ioan V. Socec editează primul număr din „Calendarul pentru toți”, cea mai populară tipăritură a epocii. Din anul 1885, Ioan V. Socec găzduiește reuniunile Societății „Junimea”, mutată din Iași la București, tipărind și subvenționând în același timp revista „Convorbiri literare”. 
Ioan V. Socec a fost promotorul progresului tehnic în arta tipografică, cărțile editate de el având un aspect elegant, uneori chiar luxos, motiv pentru care a primit medalia de aur a Expoziției din Viena în 1873, activitatea sa editorială fiind încununată, postum, cu două medalii de aur și cu Marele Premiu al Expoziției Universale din Paris, în anul 1900. Progresul tehnic s-a manifestat și prin instalarea primei linii telefonice din București, care lega sediul librăriei din Calea Victoriei cu cel al atelierelor și tipografiei din str. Berzei, cu peste zece ani înainte de înființarea rețelei de telefonie a Direcției Poștelor. Regele Carol I a vizitat Librăria Socec special cu această ocazie, pentru a vedea noua invenție.  
Un aspect mai puțin cunoscut al activității lui I.V. Socec este cel al promovării orarului fix de deschidere și de închidere a magazinului și a atelierelor, cu o pauză de două ore pentru prânz. În plan social, Ioan V. Socec a asigurat angajaților săi un program confortabil de muncă, repausul duminical integral, respectat cu mult timp înaintea legiferării acestuia, asistență medicală gratuită pentru angajați și pentru familiile lor, pensii de bătrânețe etc., la care s-au adăugat în timp o Societate de ajutor reciproc, o Bancă populară a personalului Socec & Co și o Societate sportivă.

## Epoca fraților Jean și Emil Socec
După decesul lui Ioan V. Socec, în 18/30 septembrie 1896, conducerea firmei a fost preluată de fiii săi Ion (Jean) Socec (1866-1950) și Emil Socec (1872-1939), care au transformat Editura Socec în societate anonimă pe acțiuni (1905). 
Contribuția esențială a celor doi frați a fost cea a investițiilor masive în dezvoltarea firmei. Ei au construit între anii 1905 și 1907, noul palat al Librăriei Socec, pe locul vechii librării. Raioanele de librărie și de papetărie și-au diversificat activitatea comercială, adăugându-li-se secții noi de articole fotografice, raioane cu articole de galanterie, genți, pielărie, obiecte de artă, mobilier, statuete, muzică mecanică (patefoane, discuri) etc., transformând treptat Librăria Socec într-un magazin universal, păstrându-se în același timp numele firmei: „Socec & Co S.A”. 
Editura Socec s-a bucurat de o atenție sporită, în special din partea lui Emil Socec, atelierele grafice fiind transferate din Strada Berzei în noul sediu de pe Calea Victoriei. Au fost importate mașini moderne și performante pentru tipografie, de exemplu mașina litografică Offset 84 x 108, fabricată în Anglia, care a fost primul utilaj de acest fel din Europa Centrală și de Est.
Editura Socec colabora direct cu Academia Română, acționând aproape ca un reprezentant oficial al acesteia. De altfel, Emil Socec și-a donat averea, prin testament, Academiei Române. 
Până În anul 1919 librăria Socec își deschisese 3 sucursale în trei orașe mari: Iași, Ploiești, Craiova, iar în 1939 ajunsese deja la 13 sucursale în toată țara. Compania Socec avea astfel la dispoziție un lanț de librării proprii, în care își difuza nu numai propriile cărți, dar și multe dintre producțiile editoriale românești ale epocii, fiind în același timp locul de unde se puteau comanda cărți publicate în toată Europa.

## Casa Socec în perioada interbelică
După retragerea fraților Jean și Emil Socec din funcția de administratori-delegați ai companiei, în 1919 a fost numit un nou consiliu de administrație, care a asigurat continuitatea politicii editoriale, devenită tradițională.  Magazinul „Socec” s-a mărit prin supraetajare, iar din anul 1930 s-a asociat în afaceri cu marele magazin parizian „Galeries Lafayette”.
În perioada intebelică a fost editat în trei limbi, germană, franceză și română Anuarul ”SOCEC” al României-Mari, un cuprinzător ghid comercial și un fel de "who's who" autohton, în care erau trecute marile personalități culturale, politice sau din lumea mondenă, iar între anii 1935-1949 Editura Socec S.A. a preluat și Biblioteca pentru toți, una dintre cele mai populare și mai longevive colecții de carte în format „de buzunar" de la noi.
La Editura Socec au fost publicați de asemenea, în mare majoritate, scriitorii români importanți ai începutului secolului XX. Se pot cita Critice ale lui Constantin Dobrogeanu-Gherea, operele dramatice sau prozele lui Barbu Delavrancea, volumele de poezii ale lui George Coșbuc, Istoria literaturii române moderne de Eugen Lovinescu, Studii de Nicolae Iorga, Secretul doctorului Honigberger de Mircea Eliade, romanele lui Anton Holban etc. 
Ca fapt divers, există părerea nefondată că Dania, personajul din romanul lui Anton Holban, Jocurile Daniei, ar fi fost Mimi (Maria Susana) Socec (1903-1983, căsătorită în 1926 cu maiorul. D. Patraulea), fiică a lui Victor Socec și nepoată a lui Ioan V. Socec, a cărei soră, Lily (Elena) Socec (1908-1943, căsătorită Hlebnichian), a fost o actriță distribuită în mai multe filme românești din anii 1928-1935.

## Posteritate
După 1948, Magazinul Socec - Lafayette a fost naționalizat și redenumit Magazinul „Victoria”.
În prezent există o stradă în Brașov care poartă numele lui Ioan V. Socec.
Camera de Comerț și Industrie a Municipiului București (CCIB) a instituit Trofeul „Ioan V. Socec” pentru excelență, care a fost acordat postului de Radio România Actualități, în 2015, și Agenției Naționale de Presă AGERPRES, în 2016.